# Овен Макен
Овен Макен (англ. Eoin Macken; нар. 21 лютого 1983, Дублін, Ірландія) — ірландський актор, а також режисер, сценарист, оператор, продюсер і монтажер, відомий телеглядачам виконанням ролі сера Гвейна в серіалі «Мерлін».

## Біографія
Овен Макейн народився в Дубліні, Ірландія. Він збирався стати зоологом, але вибрав факультет психології Університетського коледжу Дубліна, де здобув диплом бакалавра з психології. Після навчання в Ірландії Овен переїхав у США. У Нью-Йорку він вивчав акторський метод Мейсера в приватного тренера Ніни Муррано, а також у Лос-Анжелесі брав уроки майстерності в Вінсента Чейза, який навчав Шаю Лабаф.

## Кар'єра
Робота моделлю привела Овена до ролей у кіно та серіалах. У 2006 він з'явився у спортивній комедії «Жеребці», після маленької ролі в історичному телесеріалі «Тюдори» актор зіграв дилера в драматичному телепроєкті «Місто-казка». У психологічному трилері 2008 «Крістіан Блейк» у Макена була головна роль. У кримінальній історії «Одного разу в Дубліні» про двох братів, які намагаються звести рахунки з вбивцею молодшого брата Денні, Овен зіграв Ітана.
Після роботи в фільмах «Дикун», «Повстання цегли», «Мріючи про тебе», актор отримав повторювальну роль у серіалі «Мерлін». У 2010 він з'явився в історичному трилері «Центуріон» і хорорі «Сирена». У 2012 Овен приєднався до основного складу серіалу «Нічна зміна». У 2014 стало відомо, що Макен отримав роль Ірода Антипа в телефільмі «Вбивство Ісуса». Наступного року повідомили про участь актора в науково-фантастичному фільмі-екшні «Оселя зла: Фінальна битва».

## Фільмографія
| Рік       |    | Українська назва             | Оригінальна назва                | Роль                         |
| --------- | -- | ---------------------------- | -------------------------------- | ---------------------------- |
| 2006      | кф | Потрійний Білл               | Triple Bill                      | стрілець                     |
| 2006      | ф  | Жеребці                      | Studs                            | Тош                          |
| 2007—2010 | с  | Тюдори                       | The Tudors                       | англійський офіцер           |
| 2008      | с  | Місто-казка                  | Fair City                        | Гевін Клакстон               |
| 2008      | ф  | Крістіан Блейк               | Christian Blake                  | Крістіан                     |
| 2008      | кф | П'ята вулиця                 | Fifth Street                     | двірник                      |
| 2009      | тф | Світ пабів                   | Pubworld                         | Чак Медсен                   |
| 2009      | ф  | Одного разу в Дубліні        | Once Upon a Time in Dublin       | Ітан Лінксі                  |
| 2009      | кф | Тузи                         | Aces                             | дилер                        |
| 2009      | ф  | Дикун                        | Savage                           | хлопець                      |
| 2009      | ф  | Повстання цегли              | The Rise of the Bricks           | Денніс                       |
| 2009      | тф | Маленький острів             | Small Island                     | Келхун                       |
| 2009      | кф | Всю ніч                      | Through the Night                | Джей                         |
| 2009      | ф  | Мріючи про тебе              | Dreaming for You                 | Адам                         |
| 2010      | с  | Садно                        | Raw                              | Джек                         |
| 2010      | ф  | Центуріон                    | Centurion                        | Ехівір                       |
| 2010      | ф  | Сирена                       | Siren                            | Кен                          |
| 2010—2012 | с  | Мерлін                       | Merlin                           | Гвейн                        |
| 2012      | ф  | Всередині                    | The Inside                       | чоловік                      |
| 2012      | ф  | На межі сумніву              | Suspension of Disbelief          | Грег                         |
| 2013      | ф  | Холод                        | Cold                             | Джек                         |
| 2013      | ф  | Королева зворотнього виклику | The Callback Queen               | принц Кел                    |
| 2014—2017 | с  | Нічна зміна                  | The Night Shift                  | Ті Сі Келлахан               |
| 2015      | кф | Педді в багажнику            | Paddy's in the Boot              | Шон Енніс                    |
| 2015      | тф | Вбивство Ісуса               | Killing Jesus                    | Ірод Антипа                  |
| 2016      | ф  | Ліс привидів                 | The Forest                       | Роб                          |
| 2017      | ф  | Оселя зла: Фінальна битва    | Resident Evil: The Final Chapter | Док                          |
| 2017      | ф  | Запрошення на весілля        | The Wedding Invitation           | Грехем                       |
| 2017      | ф  |                              | Sara's Cell                      | Джошуа                       |
| 2018      | с  | Ті, що летять крізь ніч      | Nightflyers                      | Карл Д'Бранін (головна роль) |
| 2019      | ф  | Глибинне зло                 | The Hole in the Ground           | Джей                         |
| 2020      | с  | Стамптаун                    | Stumptown                        | Зак (1 серія)                |
| 2021      | ф  | У пастці                     | Till Death                       | Марк                         |